# اصطناع بايير دريسون للنيلة
تحضير بايير دريسون للنيلة «الإنديغو» (عام 1882 م) (بالإنجليزية: Baeyer-Drewson indigo synthesis )‏ عبارة عن تفاعل عضوي يتم فيه تحضير النيلة «الإنديغو» من أورثو نيترو بنزالدهيد والأسيتون.
ويصنف التفاعل على أنه تكاثف ألدول. ومن أجل إتباع طريقة عملية لتحضير النيلة، يتم استبدال هذه الطريقة بطرق تحضير من الأنيلين.

## حاشية
يسمى هذا التفاعل عادة في الأدبيات الإنجليزية باسم تفاعل بايير - دريسون، على الرغم من أن مؤلف الورقة الأصلية يدعى دريسون.

## وصلات خارجية
- Lab Manual
- Lab-synthesis of indigo